# Mireille Kamariza
Mireille Kamariza, née en 1989, est une microbiologiste et virologue américaine d'origine burundaise. Ses recherches portent sur les maladies infectieuses, et le développement de diagnostics accessibles pour les pays en développement.

## Biographie
Mireille Kamariza est née à Bujumbura, au Burundi, en 1989, quelques années avant la guerre civile burundaise. Pendant son enfance, sa famille a souvent dû déménager à cause de cette guerre civile. Mireille Kamariza a observé les ravages que des maladies infectieuses telles que le sida et le paludisme produisaient sur des populations déjà vulnérables. Mais outre le paludisme et le sida, qui faisaient l'objet d'une attention médiatique et de financements importants, une autre maladie infectieuse sévissait, la tuberculose. En 2015, la tuberculose a tué 1,4 million de personnes, soit bien plus que le sida. Et la stigmatisation qui entoure la maladie restait importante.
En 2006, Mireille Kamariza et ses frères déménagent à San Diego, en Californie. Ensemble, ils vivent près du San Diego Mesa College, où Mireille Kamariza suit des cours tout en travaillant pour subvenir à ses besoins. Saloua Saidane, l'une de ses professeurs, remarque son potentiel et lui suggère de se concentrer sur sa formation. Sur les conseils de Saloua Saidane, Mireille Kamariza quitte son emploi à Safeway.
Elle obtient une licence en biochimie à l'université de Californie à San Diego. À l'UCSD (cette université de Californie à San Diego), elle participe à la mise en place d’un programme de mentorat entre pairs,. En 2012, Kamariza rejoint l'université de Californie à Berkeley pour prolonger des études supérieures en biologie cellulaire. Elle pose sa candidature pour rejoindre le groupe de recherche de Carolyn Bertozzi. Elle poursuit ensuite en travaillant dans le laboratoire de Carolyn Bertozzi, tout en travaillant sur une thèse, The Power of Solvatochromism: Using Environment-sensitive Trehalose Probes to Detect Mycobacteria with Applications in Research and Medicine, au sein de l'université Stanford. Elle met au point un nouveau dispositif de diagnostic de la tuberculose,. Ce résultat lui vaut d’être mis en avant par le magazine économique américain Fortune.
La tuberculose est causée par la mycobacterium tuberculosis.  Kamariza met au point le DMN-Tre (4-N,N-diméthyl-laminonaphtal-i-mide-tréhalose), un composant fluorogène qui marque sélectivement la paroi cellulaire mycobactérienne et permet de détecter la tuberculose, offrant une alternative simple, rapide et bon marché aux approches utilisées précédemment,,. Ses recherches sont commercialisées, et avec Carolyn Bertozzi, elle fonde OliLux Biosciences, une société qui cherche à développer des diagnostics à bas prix pour les pays à faibles revenus. Elle obtient une subvention de la fondation Bill & Melinda Gates. 
Kamariza est nommée Junior Fellow à l'Université de Harvard en 2019. Elle examine des sujets concernant la médecine de précision. Elle est nommée l'une des 12 personnes les plus talentueuses de 2020 par Chemical & Engineering News.